# Senegal na Mistrzostwach Świata w Lekkoatletyce 2013
Senegal na Mistrzostwach Świata w Lekkoatletyce 2013 – reprezentacja Senegalu podczas czempionatu w Moskwie liczyła 5 zawodników.

## Występy reprezentantów Senegalu

### Mężczyźni

#### Konkurencje biegowe
| Konkurencja                | Zawodnik            | Runda 1  | Runda 1 | Półfinał | Półfinał | Finał    | Finał   |
| Konkurencja                | Zawodnik            | Rezultat | Pozycja | Rezultat | Pozycja  | Rezultat | Pozycja |
| -------------------------- | ------------------- | -------- | ------- | -------- | -------- | -------- | ------- |
| Bieg na 400 m przez płotki | Mamadou Kassé Hanne | 49,33    | 5. Q    | 48,69    | 8. q     | 48,68    | 7.      |

#### Konkurencje techniczne
| Konkurencja | Zawodnik         | Eliminacje | Eliminacje | Finał    | Finał   |
| Konkurencja | Zawodnik         | Rezultat   | Pozycja    | Rezultat | Pozycja |
| ----------- | ---------------- | ---------- | ---------- | -------- | ------- |
| Skok w dal  | Ndiss Kaba Badji | 7,62       | 22.        | NQ       | NQ      |

### Kobiety

#### Konkurencje biegowe
| Konkurencja                | Zawodnik         | Runda 1  | Runda 1 | Półfinał | Półfinał | Finał    | Finał   |
| Konkurencja                | Zawodnik         | Rezultat | Pozycja | Rezultat | Pozycja  | Rezultat | Pozycja |
| -------------------------- | ---------------- | -------- | ------- | -------- | -------- | -------- | ------- |
| Bieg na 400 m              | Amy Mbacké Thiam | 52,24    | 22. Q   | 52,37    | 20.      | NQ       | NQ      |
| Bieg na 100 m przez płotki | Gnima Faye       | 13,66    | 33.     | NQ       | NQ       | NQ       | NQ      |

#### Konkurencje techniczne
| Konkurencja | Zawodnik | Eliminacje | Eliminacje | Finał    | Finał   |
| Konkurencja | Zawodnik | Rezultat   | Pozycja    | Rezultat | Pozycja |
| ----------- | -------- | ---------- | ---------- | -------- | ------- |
| Rzut młotem | Amy Séné | 65,58 (SB) | 23.        | NQ       | NQ      |